# 上海公交01线
01线，谐音“春运临时专线一路”之“临一”，是上海市内由巴士三公司运营的一条公共汽车线路。

## 路线基本资料

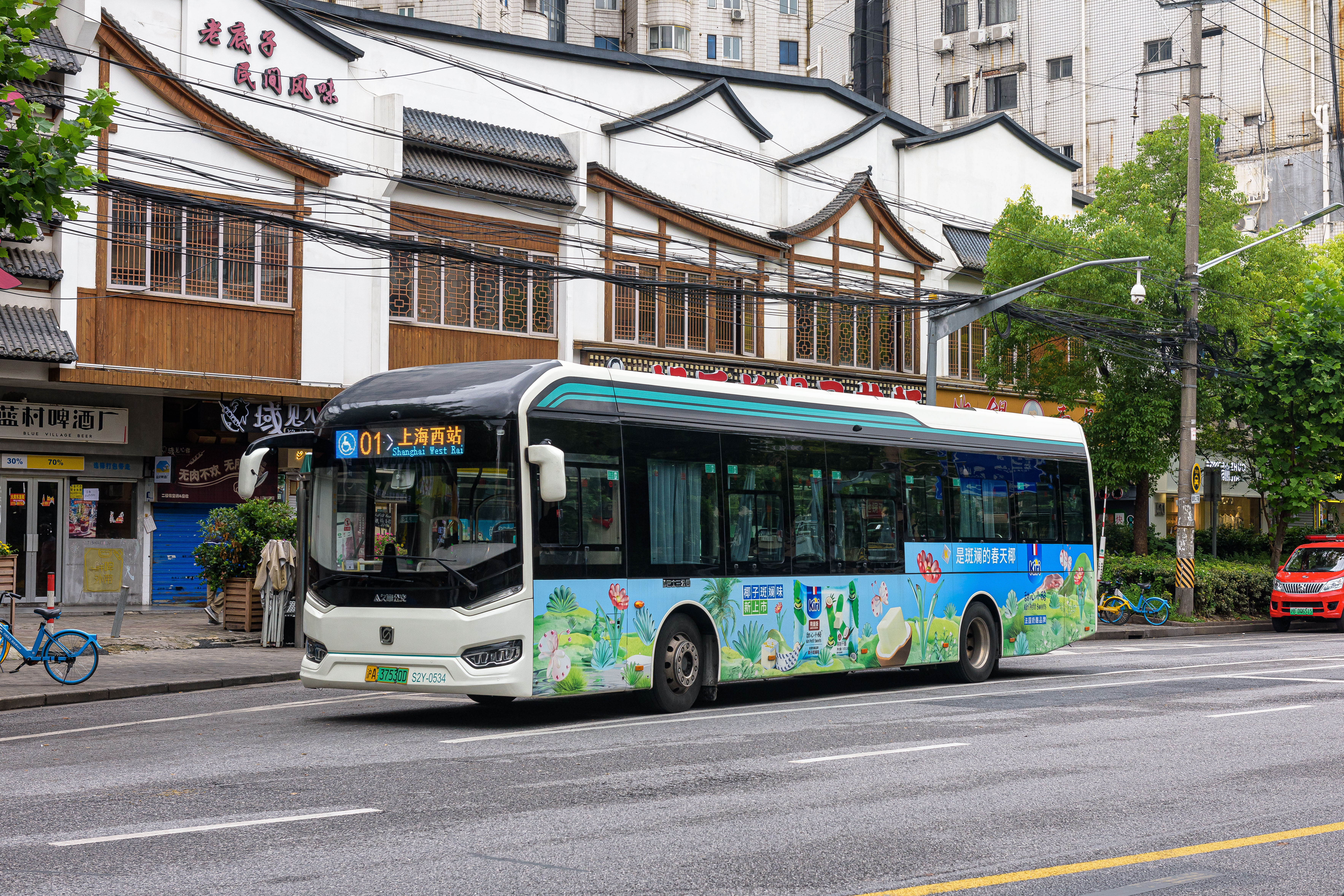
01线用车停靠在蓝村路南泉路起讫站

### 线路走向
- 上行：自蓝村路起经东方路、浦建路、浦东南路、陆家嘴东路、陆家嘴环路、人民路隧道、河南南路[2]、延安东路、延安中路、延安西路、江苏路、江苏北路、曹杨路至桃浦路止。
- 下行：自桃浦路起经曹杨路、武宁路、普雄路、曹杨路、江苏北路、江苏路、延安西路、延安中路、延安东路、延安东路隧道、世纪大道、浦东南路、浦建路、南泉路至蓝村路止[3]。

### 服务时间
- 南泉新村：05:30-23:00
- 中山公园地铁站：05:30-22:30

### 收费
全程单价RMB¥2，无人售票，线路实行公交换乘优惠。

### 停站
- 上行︰南泉新村 - 仁济东院 - 浦东南路宁阳路 - 浦东南路浦电路 - 第一八佰伴 - 东方医院 - 延安东路浙江中路 - 延安中路石门一路 - 延安中路陕西北路 - 延安西路华山路 - 延安西路镇宁路 - 江苏路延安西路 - 江苏路愚园路 - 曹杨路谈家渡路 - 曹杨路白玉路 - 曹杨路南石路 - 曹杨路铜川路 - 陆家巷 - 上海火车西站 - 桃浦公路

- 下行︰桃浦公路 - 上海火车西站 - 陆家巷 - 曹杨路铜川路 - 曹杨路南石路 - 武宁新村 - 曹杨路谈家渡路 - 江苏路愚园路 - 江苏路延安西路 - 延安西路镇宁路 - 延安西路华山路 - 延安中路陕西北路 - 延安中路石门一路 - 延安东路浙江中路 - 东方医院 - 第一八佰伴 - 浦东南路浦电路 - 浦东南路宁阳路 - 南泉新村

### 轨道交通换乘
- █ 2号线：东昌路站、静安寺站、江苏路站
- █ 4号线：蓝村路站
- █ 6号线：蓝村路站
- █ 7号线：静安寺站
- █ 8号线：大世界站
- █ 9号线：商城路站
- █ 11号线：江苏路站、隆德路站、真如站、上海西站
- █ 13号线：隆德路站
- █ 14号线：真如站、曹杨路站、静安寺站、大世界站
- █ 15号线：上海西站

### 途经重要地点
塘桥、仁济医院浦东分院、上海儿童医学中心、第一八佰伴、东方医院、格致中学、人民广场、上海展览中心、静安寺、中国福利会少年宫、华东医院、上海戏剧学院、上海市第三女子中学、沪西工人文化宫、真如镇、上海西站